# Ураган в Сибири (ноябрь 2023)
Ураган в Сибири (2023 год) — стихийное бедствие, произошедшее на территории ряда регионов России и Казахстана 18 — 19 ноября 2023 года, в результате чего был нанесён серьёзный ущерб имуществу и объектам ряда городов Казахстана и западной Сибири, погибло 4 человека, и по меньшей мере, 13 получили травмы различной степени тяжести.

## Хронология
Вечером 18 ноября 2023 года ураганный ветер обрушился на столицу Казахстана Астану. По информации синоптиков, сила ветра составляла 23 м/с и причинила серьёзный ущерб (была сорвана облицовка стен зданий, сорваны крыши, произошло обрушение рекламных баннеров).
Вечером того же дня и в ночь на 19 ноября шквалистый ветер силой уже 30 м/с обрушился на приграничную с Россией Павлодарскую область, в результате чего было нарушено электроснабжение около 100 населённых пунктов в области, также было сорвано 42 крыши с жилых и административных зданий, в самом Павлодаре нарушено теплоснабжение.
Ночью 19 ноября ураганный ветер, усилившийся до 32 м/с, обрушился на Алтайский край. Из-за падения деревьев на проезжую часть было частично прекращено движение по автомобильным дорогам К-03 «Змеиногорск-граница Новосибирской области» (проходит через Рубцовск и вдоль российско-казахстанской границы), шоссе Ленточный бор в Барнауле и автодороге «Бийск-Сорокино».
В Барнауле и Бийске ветер повалил множество деревьев, а также привёл к повреждению автомобилей и разрушению крыш. 70 населённых пунктов осталось без электричества после обрыва проводов.
Утром 19 ноября ураганный ветер, усилившийся до 35 м/с и выше, обрушился на Новокузнецк. В городе местами отсутствовало электроснабжение и водоснабжение. Причём из-за ветра происходило опрокидывание грузовых транспортных средств, были повалены ели. По предварительным данным погибли три человека. Из-за отключения света отменён хоккейный матч ВХЛ «Металлург» — АКМ.
Ураган бушевал в Красноярске, затем продвинулся на Иркутскую область. В нескольких районах отключено электричество.

## Последствия
В результате урагана по меньшей мере, было сорвано более 100 крыш, повалено не менее 600 деревьев, более 170 населённых пунктов осталось без электроснабжения или испытывало перебои с ним. В Бийске из-за шквалистого ветра произошло обрушение деревянного купола храма в честь Казанской иконы Божьей Матери.
Из-за ураганного ветра погибли четыре человека: женщина в Барнауле (унесло вместе с крышей), двое пенсионеров в Новокузнецке (раздавлены в машине упавшим деревом) и сторож в посёлке Новый Городок (упала крыша). Пострадало по меньшей мере 13 человек (4 в Астане, 3 в Барнауле и 6 в Новокузнецке).
Также из-за урагана была нарушена работа транспорта — все рейсы в аэропорт Барнаула были перенаправлены в не затронутый ураганом Новосибирск. Также наблюдались перебои в работе общественного транспорта в Барнауле, Бийске и Новокузнецке.
В связи с ущербом, нанесённым коммунальному хозяйству города, мэр Новокузнецка объявил режим ЧС. Занятия первой смены в школах Новокузнецка были отменены. В ходе ликвидации последствий урагана в посёлки Абагур-Лесной и Листвяги были доставлены дизель-генераторы, а также организованы полевые кухни. В некоторых районах люди оставались без электричества, тепла и воды трое суток, в посёлке Кругленькое пятеро суток. В целях контроля устранения последствий в регион прибыл заместитель Генерального прокурора России Дмитрий Демешин.

## Реакция
В связи с гибелью людей в Новокузнецке Следственный комитет Российской Федерации возбудил уголовное дело по признакам преступления, предусмотренного ч. 3 ст. 293 УК РФ (халатность, повлекшая по неосторожности смерть двух лиц).